# Austro-Daimler 6
Der Austro-Daimler 6 – auch bekannt als Austro-Daimler Aeroplanmotor Typ 6 oder Austro-Daimler Typ 6 bzw. kurz AD6 – war ein stehender flüssigkeitsgekühlter Reihen-Sechszylinder-Flugmotor, der ab 1910 von Austro-Daimler im damaligen Österreich-Ungarn hergestellt wurde. Dieser wurde von Ferdinand Porsche von Anbeginn als Flugmotor konstruiert und kam auch in weiterentwickelter Form im Ersten Weltkrieg zum Einsatz, wobei er aufgrund seiner Qualitäten diversen ähnlichen späteren Triebwerken aus dem Deutschen Reich, Österreich-Ungarn selbst und sogar Großbritannien als Vorbild diente. Ab 1917 ersetzte der Typ 6 wegen der höheren Leistung, der Qualität sowie der höheren Verfügbarkeit bei diversen Flugzeugen der k.u.k. Luftfahrtruppen die originalen Mercedes-Motoren während der Produktion sowie vereinzelt auch nachträglich auf dem Feld. Die Produktion dieser Motoren endete nach dem Ersten Weltkrieg, danach erfolgte noch eine begrenzte zivile Verwendung für einige Jahre.

## Geschichte

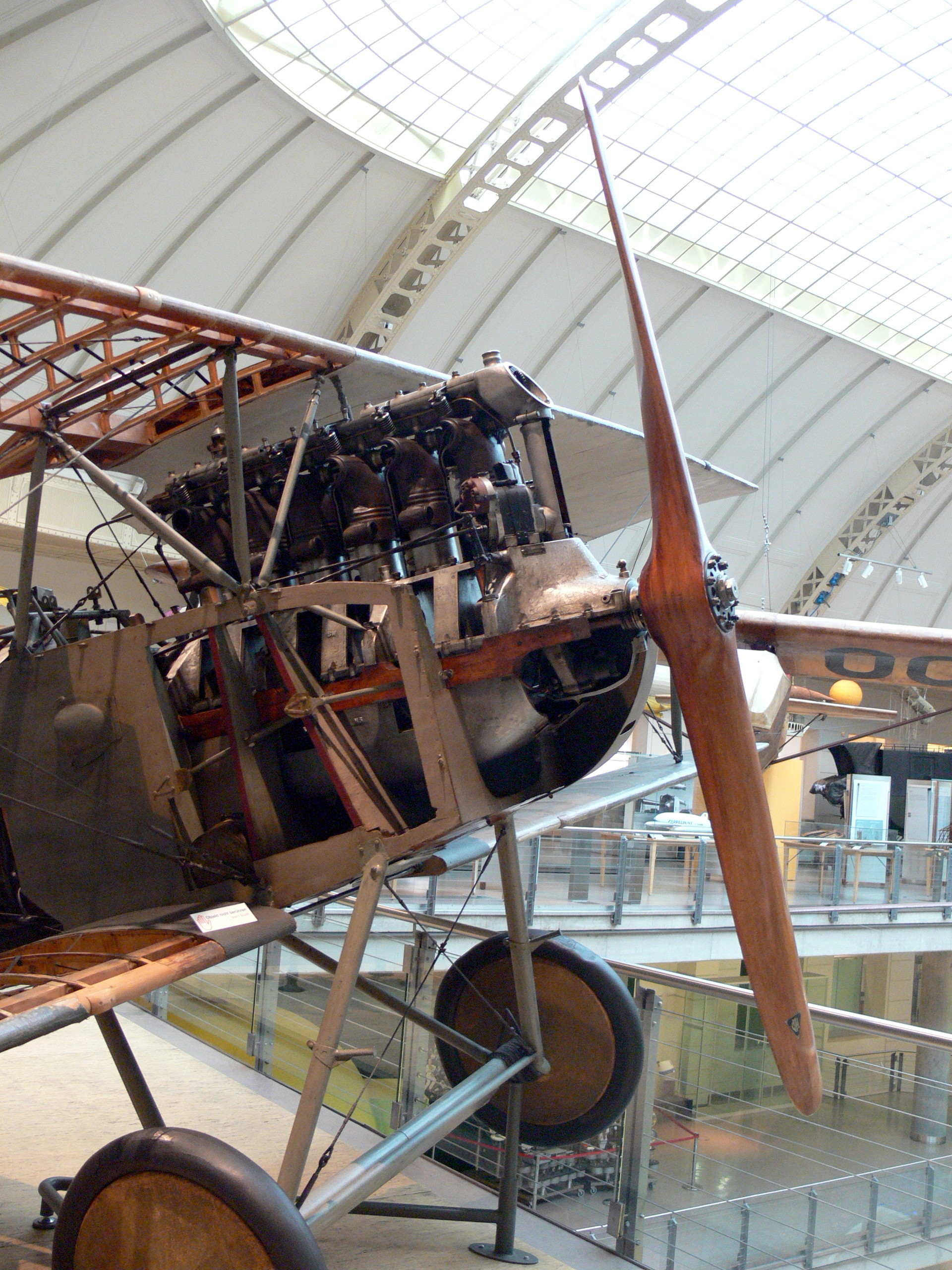
Austro-Daimler Aeroplanmotor Typ 6

Austro-Daimler Typ 6 mit 200 PS

### Die Anfänge
Der Austro-Daimler 6 entstand ab 1909 auf Wunsch der Militäraviatischen Station, dem unmittelbaren Vorgänger der k.u.k. Luftfahrtruppen vom damaligen Österreich-Ungarn, welche in jenem Jahr mit dem Übungsbetrieb mit einigen Flugzeugen aus eigener Fertigung (z. B. die Etrich Taube) sowie diversen anderen zum Teil geschenkten Maschinen verschiedener Provenienz begannen. Gefordert wurde ein den technischen Standard voll ausschöpfender Flugmotor aus landeseigener Produktion, der sowohl möglichst leistungsstark als auch zuverlässig sein sollte. Den Auftrag für Entwicklung und Fertigung erhielt der Fahrzeughersteller Austro-Daimler aus Wiener Neustadt. Die Entwicklung leitete der schon in jener Zeit bekannte Konstrukteur Ferdinand Porsche, der den Austro-Daimler Aeroplanmotor Typ 6 genannten Motor als flüssigkeitsgekühlten Reihen-Sechszylinder entwarf, wobei er insofern eine Besonderheit darstellte, da er von Anbeginn als Flugmotor konstruiert und im Gegensatz zu anderen zeitgenössischen Triebwerken nicht von Kraftfahrzeug-Motoren abgeleitet worden war. Das erste Serien-Exemplar lief im Jahre 1910 und daraufhin begannen die Lieferungen an die entsprechenden Flugzeughersteller.

### Erste Versionen
In seinen Grundzügen stammte der Austro-Daimler Aeroplanmotor Typ 6 von den bereits 1908 erschienenen und ebenfalls von Ferdinand Porsche selbst konstruierten ersten Flugmotoren für Luftschiffe und Flugzeuge. In seiner ersten Ausführung von 1910 leistete der neue Aeroplanmotor als erster serienmäßig hergestellter Flugzeugmotor der Welt bei einem Hubraum von 13,90 Litern sowie einem Trockengewicht von 260 kg insgesamt 65 PS (47 kW) bei 1200 /min – wobei er in ebendieser ersten Ausführung wegen der zu diesem Zeitpunkt noch zu geringen Leistung vorerst kein großes Interesse in der damaligen Luftfahrtwelt fand. Nach Weiterentwicklung und Verfeinerung durch Ferdinand Porsche selbst leistete dieser dann ab 1912 schon 100 PS (73 kW) bei einer Drehzahl von 1200/min, ab 1913 120 PS (88 kW) bei einer Drehzahl von 1200/min.
Der Austro Daimler Typ 6 hatte einige typischen Merkmale damaliger Flugmotoren: senkrecht angeordnete stehende Zylinder, ein Kurbelgehäuse aus einer Aluminiumlegierung, angeschraubte Zylinder aus Gusseisen, jedoch vier Ventile pro Zylinder (je zwei für Einlass und Auslass) sowie Doppelzündung mit zwei Bosch-Zündmagneten. Eine obenliegende (OHC) Nockenwelle wurde über eine Königswelle angetrieben und betätigte über Kipphebel die Ein- und Auslassventile. Wie bei anderen OHV- und/oder OHC-Reihenmotoren der Mittelmächte als auch der Alliierten war die Anordnung des Einlassseite links sowie die Auslassseite rechts.

### Vorbild für andere Flugmotoren
Aufgrund der Konstruktionsarbeit von Ferdinand Porsche überraschte es nicht, dass der Motor von Anfang an eine gelungene Konstruktion darstellte und zudem stets eine ausgezeichnete Fertigungsqualität aufwies. Ebenso wenig überraschte es daher, dass der Austro-Daimler 6 diverse andere Hersteller im In- und Ausland dazu inspirierte, während des Ersten Weltkriegs ganz ähnliche Flugmotoren zu entwerfen und herzustellen. Unter den Nachahmern waren so namhafte Hersteller wie Mercedes und Benz im Deutschen Reich, Beardmore in Großbritannien sowie Hiero in Österreich-Ungarn selbst.

### Erster Weltkrieg (1914–1918)
In der Folge wurden während des Ersten Weltkriegs sowohl Aufklärungsflugzeuge als auch Jagdflugzeuge mit diesen Motoren ausgestattet. Die Leistungsstufen bei unverändertem Hubraum betrugen von 1914 an 150 PS (110 kW) bei einer Drehzahl von 1200/min sowie von 1915 an 160 PS (118 kW) bei einer Drehzahl von 1300/min. Ein wichtiger Abnehmer war die Oesterreichische Flugzeugfabrik AG (Oeffag) in Wiener Neustadt, welche von 1915 bis 1918 Aufklärungs-, Jagd- und Seeflugzeuge verschiedener Typen herstellte, darunter in Lizenz auch die Albatros-Jäger D.II und D.III. Oeffag baute ausschließlich Austro-Daimler Motoren ein, wobei die beiden genannten Albatros-Lizenzmaschinen die jeweils ab 1917 stärksten Ausführungen mit 200 und 225 PS erhielten.
Die Produktionskapazitäten von Austro-Daimler waren jedoch nicht ausreichend, um die enorme kriegsbedingte Nachfrage zu decken, so dass dieser Motor ab 1916 auch in Ungarn bei der Firma „M.A.G.“ im 8. Stadtbezirk von Budapest in Lizenz hergestellt wurde. Im Jahre 1916 leistete der Lizenzmotor ungarischer Fertigung 160 PS (117 kW), später 165 PS (121 kW) bei einer Drehzahl von 1400/min, ab 1917 entsprach er in der Leistungsausbeute wieder dem weiterentwickelten Original mit 200 bzw. 225 PS.
Im Jahre 1917 leisteten die weiterentwickelten Versionen bei einem Bohrung × Hub-Verhältnis von 135 × 175 mm und damit nunmehr etwas vergrößertem Hubraum (Bohrung um 5 mm erhöht, Hub blieb exakt gleich) zuerst insgesamt 185 PS (136 kW) bei einer Drehzahl von 1400/min, kurze Zeit später 200 PS (147 kW) bei einer Drehzahl von 1500/min sowie nach Detail-Verbesserungen an der Gemischaufbereitung 225 PS (165 kW) bei einer Drehzahl von 1500/min. Gleichzeitig wurde der Motor strukturell etwas verstärkt, was zusammen mit den weiteren Maßnahmen wie u. a. zwei größere Doppel-Steigstromvergaser (statt einem kleineren Doppel-Steigstromvergaser) das Gewicht auf 331 kg erhöhte, wobei dieser Austro-Daimler-Flugmotor auch in diesen größten Leistungsstufen Berichten zufolge nichts von seiner bekannten Zuverlässigkeit einbüßte.
Dennoch sei angemerkt, dass trotz aller Qualitäten der andere ebenfalls österreichisch-ungarische Sechszylinder-Flugmotor Hiero, der vom berühmten Automobil-Rennfahrer Otto Hieronimus konstruiert wurde und vom Austro-Daimler 6 beeinflusst war, seit seinem Erscheinen 1915 bis zur Produktionseinstellung unmittelbar nach Kriegsende auf dem verbliebenen österreichischen bzw. ungarischen Boden stets mehr Leistung aufwies (200 sowie später 230 PS) und sich als mindestens ebenso zuverlässig erwies.
Ebenfalls um Anfang 1917 ersetzte der Austro-Daimler 6 wegen seiner höheren Leistung, die besonders auf den höher gelegenen österreichischen Flugfeldern von Vorteil war, seiner ausgezeichneten Qualität sowie seiner höheren Verfügbarkeit bei diversen Flugzeugtypen der k.u.k. Luftfahrtruppen die originalen Mercedes-Motoren während der Produktion sowie teilweise auch nachträglich bei im Einsatz befindlichen Jagdmaschinen auf dem Feld.

### Nach 1918
Nach dem Krieg und der darauf folgenden Auflösung des Vielvölkerstaats Österreich-Ungarn wurde die Produktion dieser Austro-Daimler-Flugmotoren in Österreich, Ungarn und Deutschland auf Anordnung der Alliierten eingestellt, woraufhin die Austro-Daimler-Werke nun wieder mit der Produktion ziviler Kraftwagen begann. Eine Verwendung in neuen Flugzeugen gab es danach nicht mehr, Restbestände und gebrauchte Motoren aus dem Krieg wurden zum Teil noch in zivilen Maschinen in den neu gegründeten Nachfolgestaaten Österreich, Ungarn sowie der Tschechoslowakei verwendet. Der Vertrag von Saint-Germain verlangte 1919 jedoch die Vernichtung aller noch im Werk vorhandenen Flugmotoren. Außerdem verbot ebendieser Friedensvertrag der Republik Österreich zum einen die Herstellung größerer Flugzeugmotoren, zum anderen hätte die geringe Nachfrage nach Flugzeugen eine entsprechende Serienproduktion im Übrigen ohnehin nicht wirtschaftlich gemacht.

## Anwendungen
- Aviatik B.I
- Aviatik B.II
- Aviatik D.I
- Hansa-Brandenburg C.I
- Hansa-Brandenburg D.I
- Lohner C.I
- Oeffag C.I →150 PS
- Oeffag C II Typ 52→160 PS, Typ 52.5→185 PS (1916)
- Albatros D.II (Lizenzbau) – Typ 53→185 PS
- Albatros D.III (Lizenzbau) – Typ 53.2→185 PS, Typ 153→200 PS, Typ 253→225 PS

## Technische Daten
- Bauart: Sechszylinder-Reihenmotor
- Bohrung × Hub:
  - ab 1910: 130 × 175 mm
  - ab 1917: 135 × 175 mm
- Hubraum:
  - ab 1910: 13,90 Liter
  - ab 1917: 15,00 Liter
- Verdichtung:
  - ab 1910: 6,0:1
  - ab 1912: 6,2:1
  - ab 1914: 6,5:1
  - ab 1917: 7,0:1
- Kühlung: Flüssigkeitskühlung, Zwangsumlauf mit Wasserpumpe und Kühler
- Ventile pro Zylinder: 4
- Ventilsteuerung: Eine Nockenwelle, OHC
  - eine obenliegende über Königswelle angetrieben, Betätigung der Einlassventile über Kipphebel
  - Betätigung der Auslassventile über Kipphebel
- Gemischaufbereitung:
  - ab 1910: Ein Doppel-Steigstromvergaser
  - ab 1917: Zwei Doppel-Steigstromvergaser
- Leistung:
  - ab 1910: 65,00 PS (47,70 kW) bei einer Drehzahl von 1200/min
  - ab 1912: 100 PS (73 kW) bei einer Drehzahl von 1200/min
  - ab 1913: 120 PS (88 kW) bei einer Drehzahl von 1200/min
  - ab 1914: 150 PS (110 kW) bei einer Drehzahl von 1200/min
  - ab 1915: 160 PS (118 kW) bei einer Drehzahl von 1300/min
  - ab 1916: 185 PS (136 kW) bei einer Drehzahl von 1400/min
  - ab 1917: 200 PS (147 kW) bei einer Drehzahl von 1500/min
  - ab 1917: 225 PS (165 kW) bei einer Drehzahl von 1500/min
- Abmessungen:
  - Länge: 1720 mm
  - Breite: 570 mm
  - Höhe: 1150 mm
- Masse (trocken):
  - ab 1913: 260 kg
  - ab 1917: 331 kg
- Kraftstoff: Benzin (mindestens 75 Oktan, bis 1914 mindestens 70 Oktan)